# Francis Tanghe
Frans Albert Alberic Jozef Tanghe (Emelgem, 7 augustus 1916 – Turnhout, 25 augustus 2002) was een Belgisch politicus voor de CVP.

## Levensloop
Zoon van A. Tanghe en E. Vanneste, trouwde hij in 1950 met Philo Verelst. Het echtpaar bleef kinderloos.
Hij doorliep van 1929 tot 1931 de middelbare school in het Sint-Jozefscollege in Izegem en in 1935 verwierf hij het diploma van onderwijzer aan de Vrije Normaalschool van Torhout. Van 1936 tot 1946 stond hij voor de klas in Emelgem. Daarnaast ging hij van 1937 tot 1938 verder studeren aan de Katholieke Actie-school in Roeselare (1937-1938) en aan het Hoger Pedagogisch Instituut in Gent.
Hij was tevens actief in de Katholieke Actie. Zo was hij van 1934 tot 1935 en van 1937 tot 1938 gouwleider van KSA en vervolgens van 1939 tot 1945 gouwleider van de KBMJ. Tijdens de Tweede Wereldoorlog trad Tanghe toe tot de groep Socrates binnen het Belgisch Verzet. Hij vluchtte in 1944 naar Ierland en trad toe tot het Bevrijdingsleger. Van 1946 tot 1954 was hij algemeen secretaris van de Vlaamse vleugel van de CVP en hij werd ook lid van het NCMV.
In 1954 werd hij voor de CVP verkozen tot lid van de Kamer van volksvertegenwoordigers voor het arrondissement Turnhout en vervulde dit mandaat tot in 1981. Hij was quaestor van de Kamer van 1968 tot 1981. In de periode december 1971-oktober 1980 zetelde hij als gevolg van het toen bestaande dubbelmandaat ook in de Cultuurraad voor de Nederlandse Cultuurgemeenschap, die op 7 december 1971 werd geïnstalleerd. Vanaf 21 oktober 1980 tot november 1981 was hij tevens korte tijd lid van de Vlaamse Raad, de voorloper van het huidige Vlaams Parlement. Hij werd lid van de Raadgevende Vergadering van de Raad van Europa en West-Europese Unie.
In 1958 werd hij gemeenteraadslid en burgemeester van de gemeente Ravels en bekleedde dit ambt ook na de gemeentefusies tot in 1982.
Hij was ook verzetsstrijder tijdens de Tweede Wereldoorlog, reserve-luitenant-kolonel, voorzitter van de Parlementaire NAVO-vereniging, lid van de Parlementaire Assemblee van de NAVO, stichter van de NCMV-afdeling arrondissement Turnhout en van het NCMV in Ravels, voorzitter van de Sociale Bouwmaatschappij Noorderkempen, voorzitter van het  Home Onze-Lieve-Vrouw van de Kempen in Ravels en voorzitter van de CVP-afdeling van het arrondissement Turnhout.